# Igor González de Galdeano
González de Galdeano  Aranzabal est un nom espagnol. Le premier nom de famille, en général paternel, est González de Galdeano ; le second, en général maternel, souvent omis, est Aranzabal.
Igor González de Galdeano Aranzabal, né le 1er novembre 1973 à Vitoria-Gasteiz, est un coureur cycliste espagnol. Professionnel de 1995 à 2005, il devient ensuite directeur sportif au sein de l'équipe Euskaltel-Euskadi.

## Biographie
Il intègre en 2006 le staff de l'équipe Euskaltel-Euskadi. À la fin du mois de septembre 2011, on apprend que González de Galdeano s'apprête à quitter ses fonctions de directeur sportif général au sein de l'équipe basque, devant être remplacé par Gorka Gerrikagoitia, ancien coureur au sein de cette même formation Euskaltel. Mais le 4 octobre, José Antonio Ardanza, président de l'entreprise Euskaltel, annonce qu'il sera compliqué de poursuivre la collaboration entre l'enseigne et l'équipe si la figure importante de González de Galdeano disparait de la direction sportive.
Son frère Álvaro González de Galdeano a également été coureur cycliste professionnel.

## Palmarès

### Palmarès amateur
- 1991
  -  Médaillé de bronze au championnat du monde du contre-la-montre par équipes juniors
- 1993
  - Bizkaiko Bira (es)

### Palmarès professionnel
- 1996
  - 4e étape du Grande Prémio Sport Noticias
  - 1reb étape du Tour de La Rioja (contre-la-montre par équipes)
- 1997
  - 4eb étape du Tour de La Rioja (contre-la-montre par équipes)
  - 4e étape du Tour des vallées minières
- 1998
  - Clásica de Sabiñánigo
  - 5e étape du Tour de Galice
- 1999
  - 5e étape de Tirreno-Adriatico
  - Prologue et 12e étape du Tour d'Espagne
  - 2e du Tour d'Espagne
  - 3e du Tour de La Rioja
- 2000
  - 2e de la Bicyclette basque
  - 3e du Tour des Asturies
- 2001
  - Gran Premio Mosqueteiros-Rota do Marquês :
    - Classement général
    - 4e étape

  - 3e étape du Tour des Asturies
  - 1re étape du Tour de Catalogne (contre-la-montre par équipes)
  - 9e étape du Tour d'Espagne
  - 2e du Tour de Catalogne
  - 3e de la Bicyclette basque
  - 5e du Tour de France
- 2002
  -  Champion d'Espagne du contre-la-montre
  - 3e étape du Grand Prix du Midi libre
  - Classement général du Tour d'Allemagne
  - 4e étape du Tour de France (contre-la-montre par équipes)
  - 1re étape du Tour d'Espagne (contre-la-montre par équipes)
  - 2e du Grand Prix du Midi libre
  - 3e du Karlsruher Versicherungs GP (avec Joseba Beloki)
  -  Médaillé de bronze au championnat du monde du contre-la-montre
  - 5e du Tour de France
- 2003
  - 1re étape du Tour d'Espagne (contre-la-montre par équipes)
  - 4e du Tour d'Espagne
- 2004
  - 3e du championnat d'Espagne du contre-la-montre
  - 9e du contre-la-montre des Jeux olympiques

## Résultats sur les grands tours

### Tour de France
4 participations
- 2001 : 5e
- 2002 : 5e, vainqueur de la 4e étape (contre-la-montre par équipes),  maillot jaune pendant 7 jours
- 2004 : 44e
- 2005 : abandon (9e étape)

### Tour d'Espagne
10 participations
- 1996 : 106e
- 1997 : 42e
- 1998 : non-partant (10e étape)
- 1999 : 2e, vainqueur du prologue et de la 12e étape,  maillot or pendant 1 jour
- 2000 : abandon (16e étape)
- 2001 : abandon (15e étape), vainqueur de la 9e étape
- 2002 : abandon (14e étape), vainqueur de la 1re étape (contre-la-montre par équipes)
- 2003 : 4e, vainqueur de la 1re étape (contre-la-montre par équipes),  maillot or pendant 1 jour
- 2004 : 96e
- 2005 : 89e